# Епархия Кашкара Халдейского
Епархия Кашкара Халдейского (лат. Kaskar Chaldaeorum) — титулярная епархия Халдейской католической церкви.

## История
Кашкар, который сегодня находится в мухафазе Васит, был центром античной архиепархии несторианской ассирийской церкви.
C 1967 года епархия Кашкара Халдейского является титулярной епархией Халдейской католической церкви.

## Титулярные епископы
- епископ Эммануэль-Карим Делли (6.05.1967 — 3.12.2003) — выбран вавилонским патриархом;

## Источник
- Annuario Pontificio, Libreria Editrice Vaticana, Città del Vaticano, 2003, стр. 835, ISBN 88-209-7422-3
- Michel Lequien, Oriens christianus in quatuor Patriarchatus digestus, Parigi 1740, Tomo II, coll. 1163—1168  (лат.)